# Arturo Capdevila
Arturo Capdevila (Córdoba, 1889 — Buenos Aires, 1967) foi um poeta, dramaturgo, narrador, ensaísta, advogado, juiz, professor de filosofia e sociologia e historiador argentino.

## Obras
(Lista parcial)

### Poesia
- Jardines solos (1911)
- Velpámene (1912)
- El poema de Nenúfar (1915)
- El libro de la noche (1917)
- El libro del bosque (1948)

### Drama
- La Sulamita (1916) - Uma interpretação do episódio bíblico, onde o rei Salomão não desposa a bela mulher, permitindo-lhe unir-se a um pastor por quem ela estava apaixonada.
- El amor de Schahrazada (1918) - A história da heroína de "As 1001 noites".
- Zincalí (1927) - Este "Poema Escénico Gitano" seviu de base para a Ópera homónima do compositor argentino Felipe Boero
- La casa de los fantasmas (1926) - Tragicomédia em três atos, crítica da burguesía portenha.
- El divino Marqués (1930) - Uma biografia dramatizada do Marqués de Sade.
- Branca d'Oria (1932) - Subtitulada "Escenas de esta vida y de la otra".
- Cuando el vals y los lanceros (1937) - Tragicomédia em verso.
- Consumación de Sigmund Freud (1946)

### Prosa
- Arbaces, maestro de amor (1945) (novela)
- Córdoba del recuerdo (1923)
- La ciudad de los sueños (1925) (contos)
- Babel y el castellano (1928) (sobre lingüística)
- Las invasiones inglesas (1938)
- Historia de Dorrego (1949)
- El hombre de Guayaquil (1950)
- Nueva imagen de Juan Manuel de Rosas (1945)
- Rubén Darío, "un bardo rei" (1946)
- Alfonsina: época, dolor y obra de la poetisa Alfonsina Storni (1948)
- Consultorio Gramatical de Urgencia
- Rivadavia y el españolismo liberal de la revolución Argentina
- Remeditos de escalada
- El pensamiento vivo de San Martin
- En la corte del virrey (Estampas de Evocação)
- La infanta mendocina
- El Popol Vuh (traducción al castellano del Maya Quiché)